# Дворец Ферстеля
Дворец Ферстеля (нем. Palais Ferstel) — здание неоренессансного стиля, расположенное в районе Внутренний Город города Вена и получившее своё название в честь спроектировавшего его архитектора Генриха фон Ферстеля.
Бывшее здание Национального банка Австрии. На верхнем этаже дворца до 1860 года размещалась биржа. В 1975 году торговые галереи были перекрыты стеклянной кровлей и стали называться «Фрайунг-Пассаж». Дворец Ферстеля находится в собственности Фонда Карла Влашека.
Здание построено в стиле раннего флорентийского Возрождения. Одним фасадом выходит на площадь Фрайунг, другим — на улицу Херренгассе. В настоящее время помещения используются для проведения концертов. В здании также работает знаменитое венское кафе «Централь». 